# Le Bouquet tout fait
Le Bouquet tout fait est un tableau du peintre belge René Magritte réalisé en 1957.
Cette huile sur toile surréaliste représente un homme chapeauté debout à côté d'une balustrade donnant sur une forêt, tandis que devant son dos apparaît en superposition une figure féminine, la Flore du Printemps peint par Sandro Botticelli.
Ce tableau est exposé au musée des Beaux-Arts de Nakanoshima, à Osaka, au Japon, cette œuvre connaît au moins une variante dans laquelle la couleur des arbres est différente, la saison dépeinte ayant manifestement changé.
Une autre version est conservée au musée Magritte de Bruxelles,. 